# Famatina
Famatina es una localidad argentina, cabecera del departamento homónimo, en el centro-norte de la provincia de La Rioja, caracterizada por la actividad agrícola y el turismo.
Se encuentra en estribaciones de las sierras pampeanas , en un bolsón de clima árido, con veranos muy calurosos e inviernos benignos, muy escasas lluvias y probabilidad de heladas. Desde la localidad se visualiza el cerro General Belgrano, más conocido como el Nevado del Famatina o "El Famatina" a secas; a 320 km al norte de la capital provincial La Rioja, por la Ruta Nacional 38.
Posee olivicultura (variedad Arauco) y jojoba.

## Historia
Era un pueblo conformado por indígenas, pertenecientes a la etnia diaguita que vivían de la caza de los animales de la zona y de cultivos.
En 1592 llegó el conquistador español Juan Ramírez de Velazco, buscando «el oro del Famatina».
En la actualidad la mayoría de su población es criolla y mestiza.
En esta región se puede cultivar una gran cantidad de frutas y verduras. Su flora es autóctona y está llena de plantas silvestres, entre las que se encuentran algunas con propiedades medicinales, que son procesadas e ingeridas, en forma de té.
Actualmente fue denominado Patrimonio de la Humanidad ya que por el pasa el Camino del inca denominado Qapac Ñam.

## Turismo

### Parapente

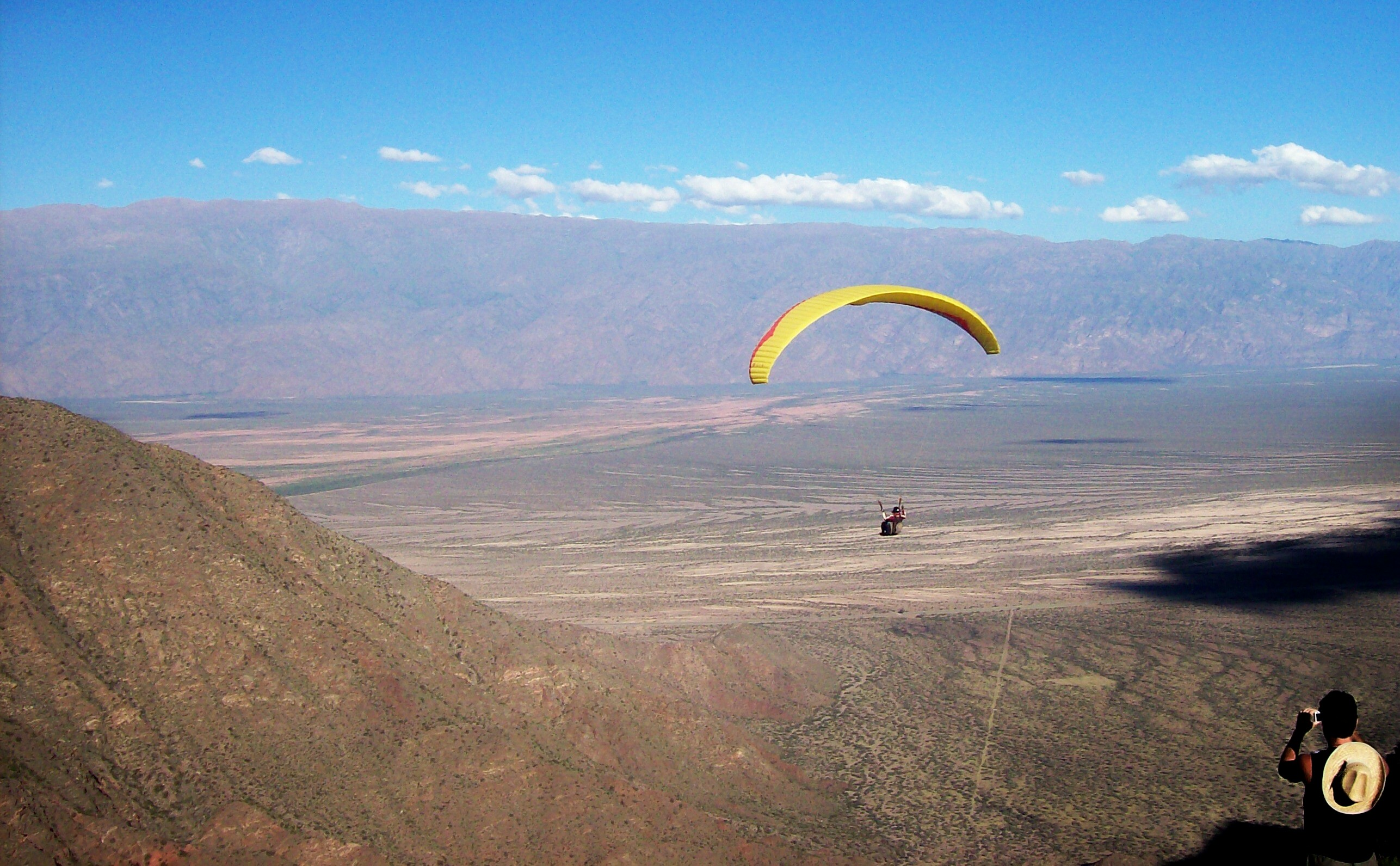
Parapente en Famatina.

En Cuesta Vieja existe una zona de despegue de parapentes desde 1996. Su toponimia es por la cuesta sendero de caballos por donde pasaba el chasqui, que venía de la ciudad de Famatina a Antinaco, a 43 km.
El sitio de despegue está a 1550 m s. n. m., en una cadena intermedia, El Paimún, entre la sierra del Velasco (4300 m s. n. m.) y el Cordón del Famatina (6350 m s. n. m.). Respecto al valle de Antinaco la diferencia es de 600 m s. n. m., con orientación este, lo que da despegue y altura cómodos.
El lugar posee (columnas) térmicas azules, que se llaman así por la ausencia de nubes, lo que permite memorizarlas, dado que permanecen siempre en la misma posición.

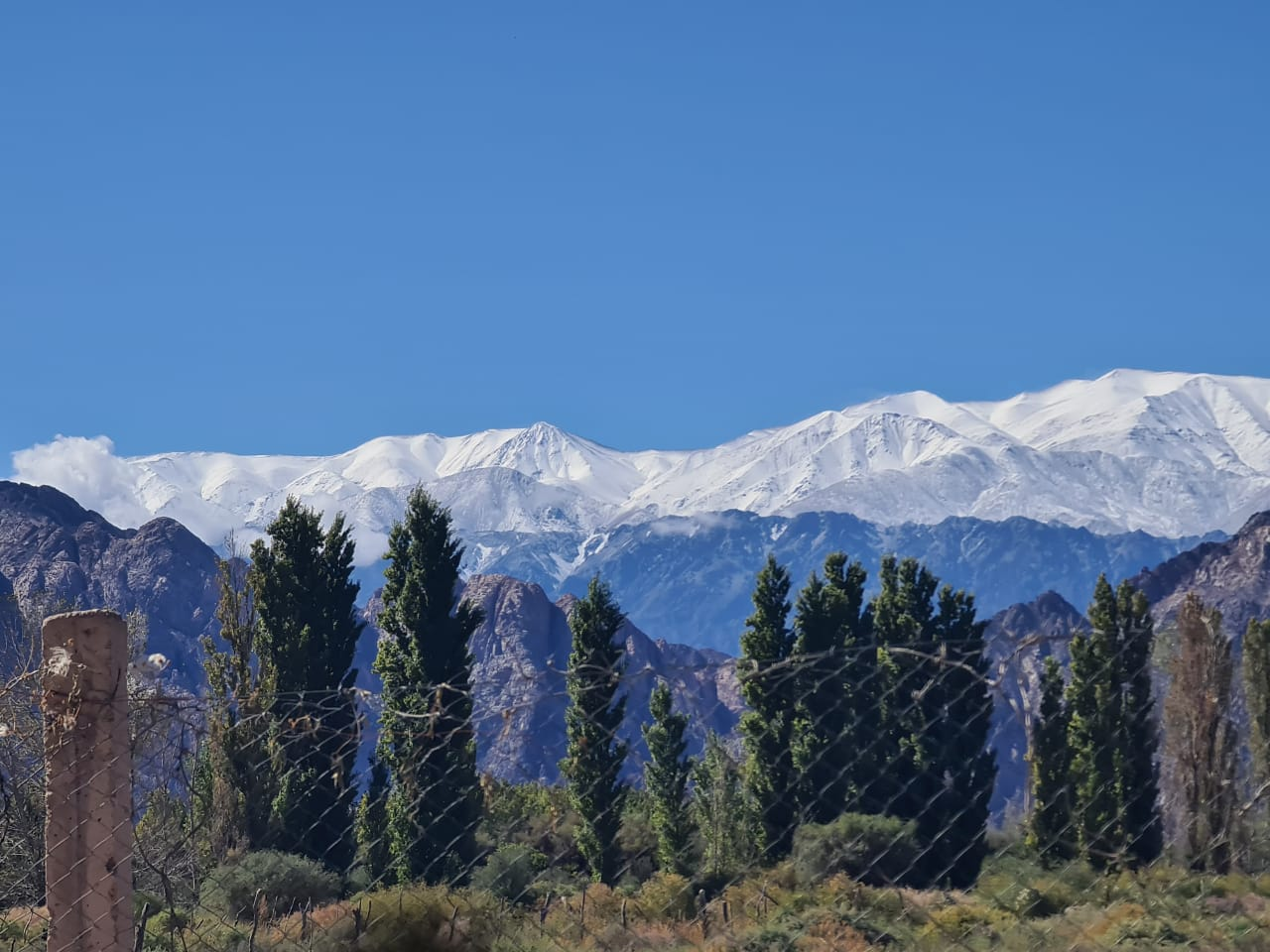
Vista del cerro Famatina desde el Colegio Secundario Agrotécnico de Villa Castelli provincia de La Rioja

Hay instructores para quienes deseen iniciarse.

### Sitios de visita
- Edificación de antiguas propiedades.
- Zona minera:
  - "El Totoral" (Fundición de minerales)
  - "La Mejicana", mina con difícil acceso por camino de cornisa en vehículos de doble tracción

## Conflicto por la minería a cielo abierto
Actualmente, Famatina es uno de los pueblos que encabeza la lucha contra la megaminería en la Argentina y no cuenta con sustento económico por parte de su provincia, que dejó de destinar fondos al pueblo debido a sus protestas.[cita requerida]

### La Barrick Gold
Desde el 2004 se realizan en Famatina medidas de protesta en contra del denominado Proyecto Famatina, llevado a cabo por la empresa transnacional, con sede en Canadá, Barrick Gold Corporation, consistente en buscar minerales diversos, en especial oro, en las sierras de la región. Los pobladores acusan a la empresa de liberar, mediante explosiones mineras, metales pesados (arsénico, cadmio, plomo, etc.) que afectan el ecosistema de la región pues las sierras regulan el clima y la provisión de agua de la provincia. Los metales pesados pueden quedar depositados en diques contaminando el agua aún después de cerrada la mina.
Además la empresa no deja beneficios económicos para el país, ya que las regalías quedan para la misma. Los vecinos acusaron a Luis Beder Herrera, gobernador riojano, de mentir al decir que la minería no tiene restricciones en la provincia, "siendo que él mismo hizo aprobar tres leyes en ese sentido".

Al grito de "El Famatina no se toca" y de "Agua sí, oro no", los pobladores realizan cortes de ruta y pintan numerosos murales en Famatina con motivos en contra de la construcción minera. De esa manera lograron en principio frenar la obra. Pero la empresa comenzó luego a realizar secretamente un camino por el Departamento Vinchina, pretendiendo continuar con la explotación minera y según los vecinos está promoviendo el desarrollo nuclear para la explotación de uranio.
Por ello, desde el 2006 realizan un corte en el acceso minero de Pircas Negras.
Una película documental llamada "Cielo abierto", dirigida por Carlos Ruiz, describe la resistencia de los pueblos de Famatina y Chilecito contra el emprendimiento. Fue presentada tanto en la Biblioteca Nacional y Legislatura de Buenos Aires, como en otras ciudades del país.
Finalmente, la intención de Barrick de explotar el cordón montañoso de Famatina, fue abandonada en 2007 tras las movilizaciones, campañas informativas y cortes de ruta.

### Shandong Gold
Se trata de una firma china que intentó encarar el proyecto en 2010 y una vez más los asambleístas lo impidieron.

### LaOsisko Mining Corporation
A finales de agosto de 2011 la empresa Osisko adquirió un acuerdo con la empresa estatal riojana Energía y Minerales Sociedad Del Estado (EMSE) y La Rioja corporación minera del estado, por la adquisición del desarrollo del Proyecto Famatina. Este proyecto cubre 40 km cuadrados de una zona rica en oro, con una reserva probada y probable de 8.97 millones de onzas de oro.

De acuerdo al gobernador riojano Luis Beder Herrera, que llegó al Ejecutivo con un fuerte discurso antiminero pero al asumir cambió de parecer, "luego de la reforma de la Constitución Nacional de 1994; los recursos pasan a ser de las provincias" por este motivo "somos dueños los riojanos de nuestros propios recursos naturales y eso es lo que nos da legitimidad para firmar este convenio con la empresa Osisko".
El Nobel de la Paz Adolfo Pérez Esquivel escribió una carta abierta al gobernador donde rechazó la judicialización de la protesta y la Asamblea de Vecinos de Esquel (Chubut) alertó de que las empresas mineras quieren derogar las leyes provinciales que protegen el ambiente y limitan la megaminería.

Es injusto que se tomen acciones de criminalización de la protesta social de los vecinos, quienes han realizado innumerables denuncias y las cuales nunca se han resuelto a su favor.

En julio de 2013 el contrato se rescindió al no lograr consenso social.

### Midais
Esta compañía salteña, sin experiencia en el rubro, firmó un acuerdo para explotar oro en Angulos, junto al río Blanco. En abril de 2015 los asambleístas retomaron las protestas, que no se diluyeron ante las afirmaciones del Gobierno de que la empresa iba a utilizar un método de "minería aurífera en río seco", sin químicos, ni uso del agua, ni explosivos. En noviembre del mismo año se oficializó el desmantelamiento de la iniciativa para preservar la "paz social".

## Geografía

### Límites
La localidad de Famatina, encontrado en la provincia de La Rioja, está limitado por:

#### Al Norte
con la provincia de Catamarca

##### Al Sur
con el Departamento Chilecito

##### Al Este
con el departamento San Blas de los Sauces y con el departamento Castro Barros (La Rioja).

##### Al Oeste
con el Departamento Vinchina

### Población
Cuenta con 2,466 habitantes (Indec, 2010), lo que representa un descenso del 1% frente a los 2,492 habitantes (Indec, 2001) del censo anterior.
| Gráfica de evolución demográfica de Famatina entre 1960 y 2010 |
|                                                                |
| Fuente: Censos nacionales del INDEC                            |

### Sismicidad
La sismicidad de la región de La Rioja es frecuente y de intensidad baja, y un silencio sísmico de terremotos medios a graves cada 30 años en áreas aleatorias. Sus últimas expresiones se produjeron:
- 12 de abril de 1899 (126 años), a las 16.10 UTC-3 con 6,4 Richter; como en toda localidad sísmica, aún con un silencio sísmico corto, se olvida la historia de otros movimientos sísmicos regionales (terremoto de La Rioja de 1899)
- 24 de octubre de 1957 (67 años), a las 22.07 UTC-3 con 6,0 Richter (terremoto de Villa Castelli de 1957): además de la gravedad física del fenómeno se unió el olvido de la población a estos eventos recurrentes
- 28 de mayo de 2002 (22 años), a las 0.03 UTC-3, con 6,0 escala Richter (terremoto de La Rioja de 2002)[8]
- 13 de noviembre de 2016,[9]  a las 14:01 UTC con 6,2 Escala Richter (Terremoto CHilecito) con una ubicación en -28.923, -67.491. 26,2 km de Departamento Chilecito (16,2 millas). Profundidad local: 100km.

## Parroquias de la Iglesia católica en Famatina
| Diócesis  | La Rioja          |
| --------- | ----------------- |
| Parroquia | San Pedro Apóstol |